# Villa Ojo de Agua
Villa Ojo de Agua è una città dell'Argentina, appartenente alla provincia di Santiago del Estero, situata a 209 km dal capoluogo provinciale.